# Atomic Opera
Atomic Opera is een hardrock- of metalband uit de Amerikaanse stad Houston (Texas). Behendig mengen ze artrock, heavy metal, middeleeuwse invloeden en Oosterse muziek in een uniek brouwsel. De muziek van deze band trekt aan door de uniekheid, muzikaal inzicht, complexiteit en passie.
De band werd opgericht in de late jaren 80 toen oprichter Frank Hart verhuisde vanuit Missouri en begon samen te werken met producer en manager Sam Taylor.  De ledenlijst van de band werd over de volgende jaren aangevuld met muzikanten uit Houston.  In 1994 sloten ze een deal met Giant Records en brachten ze hun eerste album uit, For Madmen Only.
Atomic Opera wordt vaak onterecht vergeleken met King X (ook geproduceerd door Taylor), echter volgden ze hun eigen weg met hun poëtische teksten, gevarieerde instrumenten en kerkelijke invloeden. Anders dan hun tijdgenoten deed de band weinig om het geloof in hun teksten te verbergen, het kan echter geen Christian rock genoemd worden, omdat vele liedjes de normen van het geloof en de relatie tussen God en mens betwisten.
Na het vechten om bekendheid en populariteit ging de band in 1995 uit elkaar en stopte de samenwerking met Taylor.  Hart ging verder met het schrijven van muziek en bracht een vervolgalbum uit in 1997 met de naam Penguin Dust.  Hiervoor rekruteerde hij de vorige drummer Mark Poindexter en Kemper Crabb (meerdere instrumenten). Het album werd rechtstreeks uitgegeven door Hart en verkocht daar verschillende onafhankelijke winkels.
Door de sterkte van dit album kreeg Atomic Opera snel een langdurig contract bij Metal Blade Records.  Crabb werd volwaardig lid alsook twee vrienden van Harts, John Simmons en Ryan Birsinger. Terwijl ze werkten aan nieuw materiaal bracht Hart het album Alpha and Oranges uit dat bestond uit een compilatie van nog niet uitgebracht materiaal, vooral stukken van de vorige samenstelling (die van For Madmen Only) en bracht deze ook onafhankelijk uit.  In 2000 bracht de band (met de nieuwe leden) het album Gospel Cola on Metal Blade uit, het album kreeg positieve kritieken, zowel van christelijke als gewone muziekwinkels.
Sindsdien kreeg de band een aantal tegenslagen te verwerken (zoals een ondergelopen studio).  Vele leden hadden andere zaken te doen (opvoeding van kinderen, multimedia projecten en het managen van Harts label, Feverdream Records).  Na het toevoegen van Wamsley aan de groep in 2004, is de band druk bezig met het afwerken van het volgende album The Mystery of Hope dat moet uitkomen in 2005.

## Artiesten
- Frank Hart - vocalist, elektrische gitarist, cellist, basgitarist
- Kemper Crabb - vocalist, mandolinespeler, fluitspeler, dulcimer, harmonicaspeler
- Ryan Birsinger - basgitarist, Chapman Stick, vocalist
- Trip Wamsley - basgitarist
- John Simmons - drummer, vocalist
- Mark Poindexter - drummer
- Jonas Velasco - basgitaris, vocalist
- Jonathan Marshall - elektrische gitarist, vocalist
- Len Sonnier - basgitarist, vocalist

## Discografie
- 1994 - For Madmen Only
- 1997 - Penguin Dust
- 1999 - Alpha and Oranges
- 2000 - Gospel Cola
- 2005 verwacht - The Mystery of Hope